# 칠곡 송림사 석조아미타여래삼존좌상
칠곡 송림사 석조아미타여래삼존좌상(漆谷 松林寺 石造阿彌陀如來三尊坐像)은 대한민국 경상북도 칠곡군 동명면 송림사에 있는 조선시대의 불상이다. 2004년 10월 14일 경상북도의 유형문화재 제359호로 지정되었다가, 2009년 2월 23일 대한민국의 보물 제1606호로 지정되었다.

## 지정 사유
송림사의 천불전에 봉안된 이 삼존상은 아미타여래와 관음·지장보살로 구성된 아미타삼존형식이다. 이 삼존상은 ‘불석(Zeolite, 沸石)’이라고 불리는 돌로 제작되었다. 불석은 경주지역에서 채석되는 연질의 석재로서 목조각을 전문으로 하는 조각승들도 비교적 쉽게 다룰 수 있는 재료였다고 생각된다.
상들의 표현은 재질에서 기인한 탓인지 얼굴이나 신체의 표현에서 다소 딱딱한 느낌을 준다. 이 삼존상에서 특기할 만한 표현은 수인의 형태로 삼존 모두 두 손을 다 같이 손바닥을 밑으로 하고 두 무릎 위에 올려놓았는데, 이러한 수인은 조선후기 불석제 불상에서 많이 보이는 것이 하나의 특징이다. 특히 이상은 이러한 수인을 취한 불석제 불상 중에서 선구적인 예에 속하는 것으로 조각사적 의의가 있다.
한편 아미타여래상의 복장에서 나온 발원문을 통해 1655년(효종 6) 무염(無染)유파의 조각승 도우(道祐, 또는 道雨)가 현재까지 밝혀진 작품 가운데 처음으로 수화원이 되어 조성한 작품으로 17세기 불교조각사 및 조각유파 연구에 귀중한 작품으로 평가된다.

## 같이 보기
- 송림사

## 참고 자료
- 칠곡 송림사 석조아미타여래삼존좌상 - 국가유산청 국가유산포털